# Secrétariat d'État au Milieu rural et à l'Eau
Le secrétariat d'État au Milieu rural et à l'Eau d'Espagne (en espagnol : Secretaría de Estado de Medio Rural y Agua) est le secrétariat d'État chargé de la gestion des eaux, de l'agroalimentaire et des territoires ruraux.
Il relève du ministère de l'Environnement, du Milieu rural et marin.

## Missions

### Organisation
Le secrétariat d’État s'organise de la manière suivante : 
- Secrétariat d'État au Milieu rural et à l'Eau (Secretaría de Estado de Medio Rural y Agua) ; 
  - Secrétariat général du Milieu rural (Secretaría General de Medio Rural) ; 
    - Direction générale des Ressources agricoles et animales (Dirección General de Recursos Agrícolas y Ganaderos) ; 
      - Sous-direction générale des Fruits et légumes, de l'Huile d'olive et de la Viticulture ;
      - Sous-direction générale des Produits animaux ;
      - Sous-direction générale des Cultures herbacées et industrielles ;
      - Sous-direction générale des Moyens de production ;
      - Sous-direction générale de la Santé de la production primaire ;
      - Sous-direction générale des Accords sanitaires et des Contrôles aux frontières ;
      - Sous-direction générale de la Conservation des ressources et de l'Alimentation animale ;
      - Sous-direction générale des Exploitations et des Systèmes de traçabilité ;
      - Bureau espagnol des Variétés végétales

    - Direction générale du Développement durable du milieu rural (Dirección General de Desarrollo Sostenible del Medio Rural) ; 
      - Sous-direction générale de l'Aménagement rural ;
      - Sous-direction générale de l'Égalité et de la Modernisation ;
      - Sous-direction générale des Programmes et de la Coordination ;
      - Sous-direction générale du Développement territorial ;

    - Direction générale de l'Industrie et des marchés alimentaires (Dirección General de Industria y Mercados Alimentarios) ; 
      - Sous-direction générale de la Planification et des Contrôles alimentaires ;
      - Sous-direction générale du Développement industriel et de l'Innovation ;
      - Sous-direction générale de la Structure de la chaîne alimentaire ;
      - Sous-direction générale de la Qualité différenciée et de l'Agriculture écologique ;
      - Sous-direction générale de la Promotion alimentaire ;
      - Sous-direction générale des Laboratoires agroalimentaires ;

    - Sous-direction générale de l'Appui et de la Coordination ;

  - Direction générale de l'Eau (Dirección General del Agua) ; 
    -       - Sous-direction générale de la Planification et de l'Usage durable de l'eau ;
      - Sous-direction générale de la Programmation économique ;
      - Sous-direction générale des Infrastructures et de la Technologie ;
      - Sous-direction générale de la Gestion intégrée du domaine public hydraulique ;
      - Sous-direction générale de l'Irrigation et de l'Économie de l'eau.

## Titulaires
| Titulaire | Titulaire            | Début      | Fin        | Parti | Ministre de l'Éducation     |
| --------- | -------------------- | ---------- | ---------- | ----- | --------------------------- |
|           | Josep Puxeu Rocamora | 22/04/2008 | 31/12/2011 | Sans  | Elena Espinosa Rosa Aguilar |